# كأس العالم للرجبي للسيدات 2017
كأس العالم للرجبي للسيدات 2017 (بالإنجليزية: 2017 Women's Rugby World Cup)‏ هو الموسم 8 من  كأس العالم للرجبي للسيدات. أقيم خلال الفترة 9 أغسطس 2017، وحتى 26 أغسطس 2017، وبمشاركة  12 فريقاً، وفاز فيه منتخب نيوزيلندا الوطني لاتحاد الرغبي للسيدات.